# XVC
Der Codec XVC (Extreme Video Coding) ist ein Videocodec, der erstmals im September 2017 von der schwedischen Firma Divideon veröffentlicht wurde. Der Codec ist ein  flexibles softwaredefiniertes Videokomprimierungsformat, das einen Referenzcodierer und einen Referenzdecodierer umfasst. Der XVC-Codec basiert in erster Linie auf Komprimierungstools, die aus MPEG-Standards wie AVC / H.264 und HEVC stammen. Er enthält jedoch auch Technologien, die über diese Standards hinausgehen und eine (nach Herstellerangaben) beispiellose Komprimierungsleistung ermöglichen.
Eine 2. Version wurde im Juli 2018 veröffentlicht. Die Software wird auf Github entwickelt und unter einer dualen Lizenz zur Verfügung gestellt, bei der die GNU Lesser General Public License v2.1 eine Option ist. Eine Besonderheit der XVC-spezifischen Lizenz ist eine Entschädigungsklausel zum Schutz vor Patent-Trollen.